# 守部王
守部王（もりべおう、生没年不詳）は、奈良時代の皇族。知太政官事・舎人親王の子。位階は従四位上。

## 経歴
天平6年（734年）聖武天皇の難波行幸に同行する。この際に、住吉浜で遊んだ後に難波宮への帰途において聖武天皇からの要請に応じて詠んだ和歌と、平城京に残して来た妻を思って詠んだ和歌の2首が『万葉集』に残っている。
天平12年（740年）正月に無位から従四位下に直叙される。また藤原広嗣の乱の発生に伴って同年10月に聖武天皇が平城京から伊勢国・美濃国に行幸した際も同行し、11月には伊勢国鈴鹿郡赤坂頓宮で従四位上に叙せられている。

## 官歴
- 天平12年（740年）正月13日：従四位下（直叙）。11月21日：従四位上

## 系譜
- 父：舎人親王
- 母：不詳
- 妻：不詳
  - 男子：笠王[2]
  - 男子：何鹿王[2]
  - 男子：為奈王[2]